# United States Department of the Interior
Het United States Department of the Interior is het Amerikaanse ministerie van Binnenlandse Zaken.
Het is verantwoordelijk voor het beheer en de instandhouding van het meeste federale land (nationale parken, militaire bases en Washington D.C.) dat in bezit is van de overheid en het beheer van de programma's met betrekking tot Native Americans en inheemse Alaskanen en Hawaïanen alsook de Eilandgebieden van de Verenigde Staten.
Het ministerie staat onder leiding van de Secretary of the Interior, die lid is van het kabinet van de president. De huidige secretary is Doug Burgum.
Ondanks zijn naam heeft het ministerie van Binnenlandse Zaken een andere rol dan die van de ministeries in andere landen. Deze zijn meestal verantwoordelijk voor de taken die in de Verenigde Staten door het Department of Homeland Security worden waargenomen.
Onder het ministerie vallen de volgende agentschappen:
- Bureau of Indian Affairs
- Bureau of Land Management
- Bureau of Reclamation
- Fish and Wildlife Service
- United States Geological Survey
- Mineral Management Service
- National Interagency Fire Center
- National Park Service
- Office of Surface Mining, Reclamation and Enforcement